# Miller Lite 225 2001
Miller Lite 225 2001 var ett race som var den sjätte deltävlingen i CART World Series 2001. Racet kördes den 3 juni på Milwaukee Mile, utanför Milwaukee, Wisconsin. Kvalet regnade bort, vilket gav mästerskapsledaren Kenny Bräck pole position. Han förvaltade läget väl, och tog sin andra raka seger, vilket gjorde att han förstärkte sin sammanlagda mästerskapsledning. Michael Andretti blev tvåa, medan nykomlingen Scott Dixon slutade på tredje plats.

## Slutresultat
| Plats | Förare               | Team                     | Grid |
| ----- | -------------------- | ------------------------ | ---- |
| 1     | Kenny Bräck          | Team Rahal               | 1    |
| 2     | Michael Andretti     | Team Motorola            | 10   |
| 3     | Scott Dixon          | PacWest Racing           | 8    |
| 4     | Bruno Junqueira      | Chip Ganassi Racing      | 12   |
| 5     | Adrián Fernández     | Fernández Racing         | 23   |
| 6     | Tony Kanaan          | Mo Nunn Racing           | 7    |
| 7     | Gil de Ferran        | Marlboro Team Penske     | 6    |
| 8     | Max Papis            | Team Rahal               | 13   |
| 9     | Dario Franchitti     | Team KOOL Green          | 11   |
| 10    | Maurício Gugelmin    | PacWest Racing           | 22   |
| 11    | Alex Zanardi         | Mo Nunn Racing           | 15   |
| 12    | Alex Tagliani        | Forsythe Racing          | 25   |
| 13    | Michel Jourdain Jr.  | Herdez Bettenhausen      | 21   |
| 14    | Oriol Servià         | Sigma Autosport          | 18   |
| 15    | Roberto Moreno       | Patrick Racing           | 17   |
| 16    | Shinji Nakano        | Fernández Racing         | 16   |
| 17    | Patrick Carpentier   | Forsythe Racing          | 26   |
| 18    | Christian Fittipaldi | Newman/Haas Racing       | 9    |
| 19    | Nicolas Minassian    | Chip Ganassi Racing      | 14   |
| 20    | Tora Takagi          | Walker Racing            | 19   |
| 21    | Jimmy Vasser         | Patrick Racing           | 5    |
| 22    | Bryan Herta          | Zakspeed/Forsythe Racing | 20   |
| 23    | Max Wilson           | Arciero/Brooke Racing    | 24   |
| 24    | Paul Tracy           | Team KOOL Green          | 4    |
| 25    | Cristiano da Matta   | Newman/Haas Racing       | 3    |
| 26    | Hélio Castroneves    | Marlboro Team Penske     | 2    |